# Ка-де-бо

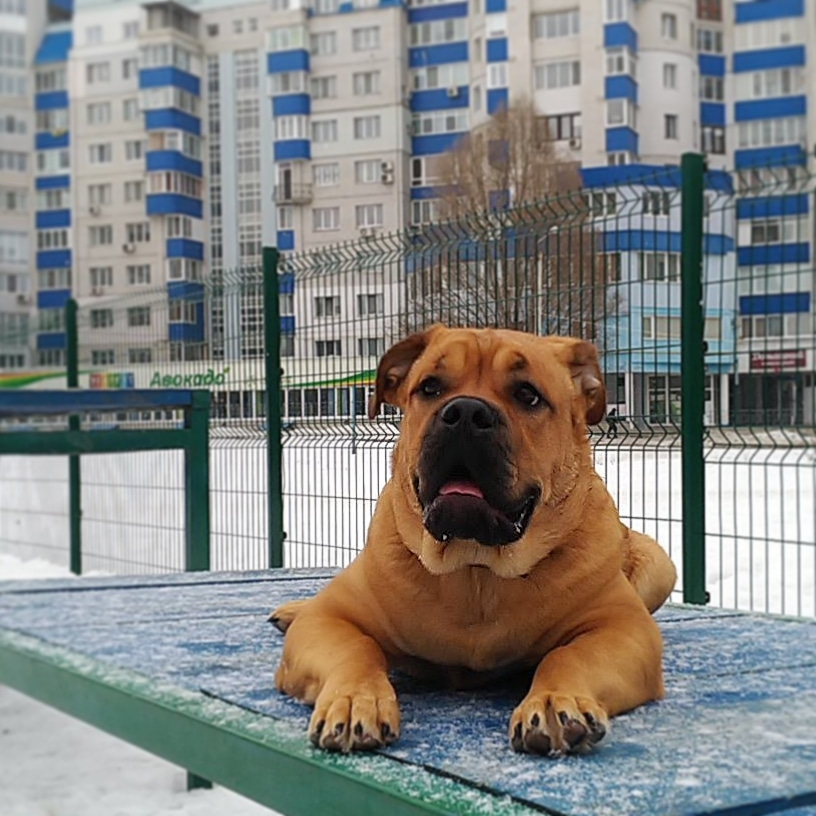
Сука Ка де бо, 6 месяцев

Ка-де-бо́, также кадебо́ (кат. ca de bou — «бычья собака», пе́рро до́го майорки́н, исп. perro dogo mallorquín, майо́ркский масти́ф) — порода собак. 
Ка-де-бо — среднего роста крепкая собака с крупной головой и широкой конусообразной мордой. Несмотря на небольшие размеры, это сильная и смелая, но в то же время уравновешенная собака. Сочетание мощи и подвижности ка-де-бо производит сильное впечатление.
Любовь к детям, высокий интеллект, преданность и выносливость этих собак достойны восхищения. Они легко поддаются дрессировке. При этом никогда не стоит забывать, что это серьёзная охранная порода, а не игрушка для детей в семье.

## История породы

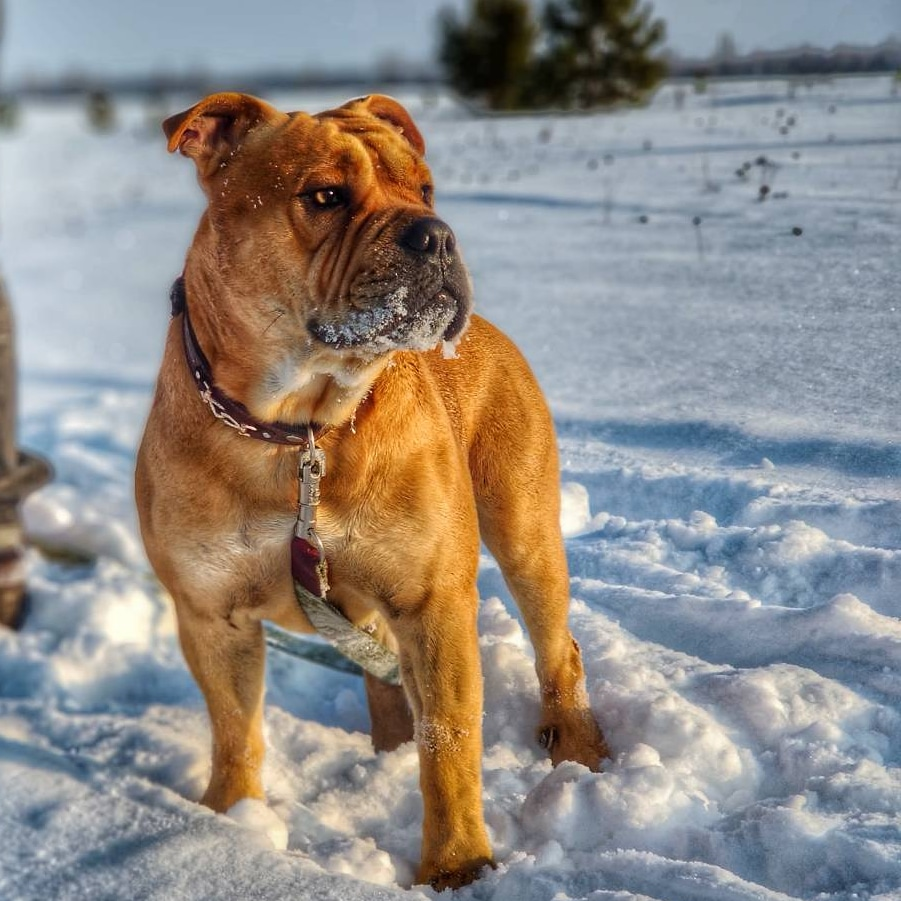

Много веков назад развитие мореплавания и судоходства в Средиземноморье привело к активному обмену культурными, научными и иными ценностями между западными и восточными народами. Эти взаимоотношения, главным образом, коммерческого характера, способствовали и обмену домашними животными, среди которых почетное место занимали сторожевые и охранные собаки, использовавшиеся в портовых и прибрежных посёлках для защиты от пиратов и разбойников. Особое предпочтение отдавалось крупным, мощным собакам с большой головой и крепкими зубами. Эти собаки представляли породу мастифов с Иберийского полуострова и широко использовались на территории Испании в качестве охотничьих и бойцовых собак (для сражения как с другими собаками, так и с быками). Они сопровождали короля Якоба I в его завоевательных походах и таким образом в 1230 году попали на Балеарские острова. В XVII веке было принято Утрехтское соглашение, по которому остров Менорка и другие территории отошли во владение Великобритании. Англичане привезли с собой на Балеарские острова собственных бойцовских и сторожевых собак и скрестили их с иберийскими мастифами, к тому времени также населявшими эти острова. В начале XVIII века в моду вошла коррида, и возникла необходимость в травильной собаке. Британцы, обитавшие на этих островах, стали искать породу собак, способную сражаться с быками. Именно этой способностью объясняется название породы «ка де бо» — бычья собака. В испанской племенной книге порода упоминается уже в 1923 году, но первая официальная запись была сделана спустя несколько лет — в 1928—1929 годах, после экспонирования породы на выставке собак в Барселоне.

## Внешний вид
Ка-де-бо производит впечатление крупной собаки, однако рост у неё не слишком большой — максимум 58 см. При первом взгляде на данную породу видна её мощная, хорошо развитая мускулатура. Голова большая, с чётко выраженной, развитой челюстью. Уши закладываются в виде «розочки», не купируются: любое купирование является отклонением от стандарта. Хвост достаточно длинный, доходит до скакательного сустава, ровный, без заломов, сильный, толстый у основания и сужающийся к кончику. Шерсть короткая и грубая на ощупь, по этой причине их удобно содержать в доме.
Окрас в порядке предпочтения: тигровый, палевый, чёрный. У тигровых собак предпочтительны тёмные тона; у палевых — предпочтительны более глубокие оттенки. Белые пятна допустимы на передних лапах, на груди и на морде; до 30 % от всего окраса. Чёрная маска на морде также допускается.
Выдержки из стандарта породы:
- Общий вид: типичный молосс несколько растянутого формата, крепкий и мощный, среднего роста. Разница полов очевидна и проявляется в большей окружности головы у кобелей.
- Характер спокойный по природе, может при определённых обстоятельствах быть храбрым и отважным. Контактен с людьми, верен и предан хозяину. Является непревзойдённой охранной и сторожевой собакой. В спокойной обстановке самоуверен и доверчив. В возбуждённом состоянии его выражение становится угрожающим.
- Голова крепкая и массивная.
- Морда начинается от внутренних углов глаз, широкая и конусообразная, в профиль напоминает тупой конус с широким основанием. Спинка носа прямая, слегка вздёрнутая. Длина морды относится к длине черепа, как 1:3.
- Мочка носа чёрная, широкая, перегородка между ноздрями хорошо развита.
- Губы: Верхняя губа покрывает нижнюю сбоку до середины морды, откуда виден угол пасти. Верхние губы довольно туго натянуты, тогда как нижние образуют складку в средней части таким образом, что при закрытой пасти губы не видны. Сплошная красная слизистая оболочка пасти имеет отчётливые поперечные гребни на небе, края десен чёрного пигмента.
- Зубы белые и крепкие; При закрытой пасти зубы не видны.
- Глаза крупные, овальной формы, Глаза глубоко посажены и широко расставлены.
- Веки широко раскрыты, четко очерчены и в слегка косом разрезе
- Ухо высоко посаженные, небольшие, треугольной формы, приподняты на хрящах и затянуты назад, не купируются. В покое кончики ушей располагаются ниже линии глаз.
- Шея крепкая, толстая, гармоничная по отношению к остальному корпусу.
- Грудная клетка несколько цилиндрической формы, глубокая, достигает локтей. Лопатки широко расставлены, за счёт чего грудь на уровне высоты в холке широкая.
- Хвост низко посажен; толстый в основании, суживающийся к концу.
- Передние конечности плечевые суставы умеренно короткие, незначительно наклонные, едва выпуклые, плечи: прямые, параллельные, расставленные, локти: неплотно прилегают к груди из-за её ширины в нижней части, но не вывернуты, предплечья: значительно омускуленные, прямые, с крепким костяком, лапы: крепкие, с толстыми, слегка округлыми пальцами в комке. Подушечки незначительно пигментированы.
- Задние конечности мышцы более рельефны, чем на передних конечностях, бедра: широкие, естественно изогнутые, скакательные суставы: короткие, прямые, сильные, прибылые пальцы нежелательны, задние лапы крепкие, с толстыми пальцами, более длинными, чем на передних лапах, но овальной формы. Предпочтительны пигментированные подушечки.
- Кожа довольно толстая, плотно прилегающая к телу (кроме шеи, где может быть небольшой подвес).
- Шерсть: волос короткий, на ощупь жёсткий.
- Окрас в порядке предпочтения: тигровый, олений и чёрный.
- Высота в холке кобелей — от 55 до 58 см, сук 52—55 см. Вес кобелей — от 35 до 38 кг, сук — 30—34 кг.

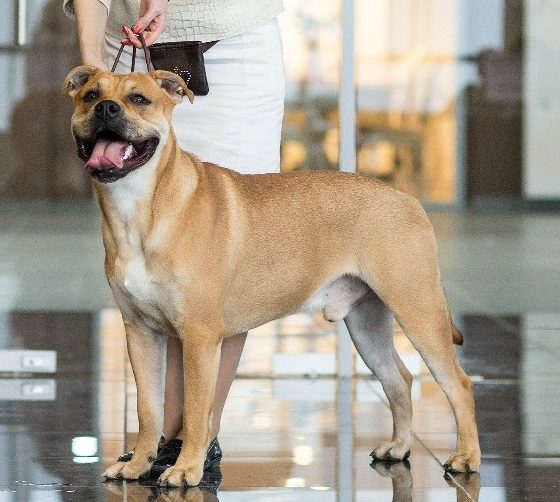
Кобель ка-де-бо, 1 год

## Темперамент
Ка-де-бо по своей сути охранник, он никогда не подпустит даже близко к своему хозяину или к охраняемому объекту злоумышленника. Однако проявление безосновательной агрессии этим собакам не свойственно, вступить в драку они могут лишь в случае крайней необходимости. Дома это обычные любимцы семьи, прекрасно ладящие со всеми её членами, и, в особенности, с детьми. Ка-де-бо требуется постоянный, внимательный уход и регулярные тренировки. Она легко поддаётся дрессировке и с готовностью осваивает новые команды.